# Anogeissus latifolia
Anogeissus latifolia là một loài thực vật có hoa trong họ Trâm bầu. Loài này được (Roxb. ex DC.) Wall. ex Bedd. mô tả khoa học đầu tiên năm 1869.